# Hank Mobley
Hank Mobley (7. července 1930 Eastman, Georgie, USA – 30. května 1986 Filadelfie, Pensylvánie, USA) byl americký jazzový saxofonista. V letech 1955–1970 vydal pětadvacet alb pro vydavatelství Blue Note Records a mezitím i několik alb pro Prestige Records a Savoy Records. V roce 1961 zastoupil Johna Coltranea při nahrávání alba Milese Davise nazvaném Someday My Prince Will Come. Rovněž spolupracoval s hudebníky, jako byli Sonny Clark, Donald Byrd, Horace Silver, Freddie Hubbard, Kenny Burrell nebo Art Blakey a další.